# شمعی روشن کن
شمعی روشن کن یک فیلم مستند ساختهٔ ، مازیار بهاری، روزنامه‌نگار و نویسندهٔ کتاب سپس آنها به سراغ من آمدند است.
فیلم بر مسئلهٔ آزار و اذیت بهاییان در ایران تمرکز دارد و داستان افرادی که در حملات به دانشگاه علمی آزاد (دانشگاه بهائیان) دچار صدماتی شدند را بازگو می‌کند. در سال‌های اخیر فیلم‌های دیگری نیز به مسائل بهائیان در ایران پرداخته‌اند از جمله مهم‌ترین آن‌ها باغبان ساختهٔ محسن مخملباف و تابوی ایرانی ساختهٔ رضا علامه زاده است.